# バブソン大学
バブソン大学（英語：Babson College）は、アメリカ合衆国マサチューセッツ州のウェルズリー町にある私立大学である。起業家教育に特化した大学であり、この分野で世界的に高い評価を得ている。また、ファミリービジネス出身者が多く、卒業生・在校生を跨いだ繋がりにも強みを持つ。Enter Money Magazineが2014年に発表した「教育の質、投資価値、卒業生の年収」を元にした大学ランキングでは全米655の大学中1位とされたほか、2016年にはForbesが選ぶ「留学生が選ぶべき大学ランキング」で1位に選ばれた。

## 歴史
バブソン大学は、1919年に起業家ロジャー・バブソンによって設立されたビジネス専攻に特化した教育機関である。設立当初は”Babson Institute”という名前だったが、1969年に”Babson College”に改名された。ロジャー・バブソンは、教室での授業とビジネス・トレーニングを組み合わせたカリキュラムを志向し、教授陣は学者ではなく、実務家（ビジネスマン）で大半を構成するとともに、講義形式の授業を少なくし、実務的な経験・知識の獲得に重きを置いた。学生は、グループプロジェクトやクラスプレゼンテーションなど教室内の活動だけでなく、工場へ訪問し実際の生産工程を観察したり、企業のマネジャーや役員と会うなど、幅広い課外活動も行う。

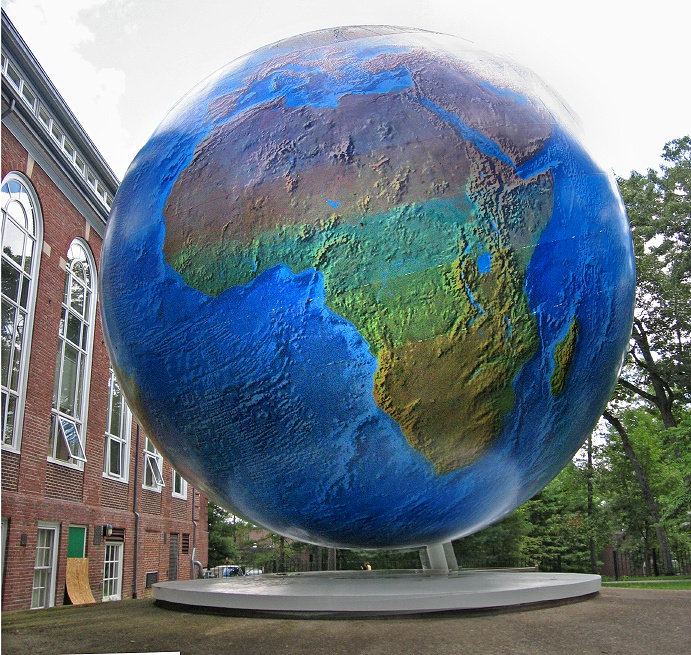
The Babson Globe

## キャンパス
ボストンの西20キロメートルにあるウェルズリー町、バブソンパーク（Babson Park）にあり、敷地面積は1.4平方キロメートルに及ぶ。重さ25トン、直径8メートル50センチの大地球儀（The Babson Globe）があり、キャンパスの象徴的存在となっている。この地球儀は、ロジャー・バブソンによって、1955年に20万ドルの費用をかけて造られた。1994年に修復工事が行われ、元は回転する仕組みとなっていたが、現在は回転しない。2005年現在において、世界で2番目に大きい地球儀である。

## 大学
バブソン大学には、学士課程（bachelor of science degree in business administration）と修士課程（master of business administration = MBA）がある。修士課程であるビジネススクールは、F.W.オーリン ビジネススクール（F. W. Olin Graduate School of Business）という名称である。2008年現在、3,439人の学生がバブソン大学に在籍しており、内1,851人が学部生である。

## MBA
バブソン大学のMBAコースは、2020年現在、USニューズ（USニューズ&ワールド・レポート）のランキングで27年連続でアントレプレナーシップNo1に輝いている。他校でもアントレプレナーシップと呼ばれる授業はあるが、バブソンではその量、質ともに群を抜いている点が評価されている。会計や経済学の授業であっても、アントレプレナー（起業家）の立場であればどうすべきか議論され、すべての科目において“アントレプレナーシップ”がキーワードとなっている。
MBAコースは、1年制MBA、2年制MBA、イブニングMBA、ファストトラックMBAの4つのコースがある。2年制MBAは、約55人のクラスが3クラスあり、全体で160人程度と、他校と比べて学生の数が少ないのが特徴である。そのため、多くの教授はすべての学生の顔と名前を覚えるなど、教授の学生に対する面倒見がよい。インターナショナルスチューデントは、全体の40％ほどを占め、国際色豊かである。

## 卒業生
- 豊田章男－トヨタ自動車株式会社代表取締役会長
- 岡田元也－イオン取締役兼代表執行役社長
- 岡谷健広－岡谷鋼株式会社代表取締役社長
- ウィリアム・D・グリーン–アクセンチュア元会長
- ロジャー・エンリコ–ペプシコ元会長
- 高橋徳行－日本の経済学者。専門は起業学
- 阿部修平－スパークス・グループ株式会社代表取締役社長
- 佐藤誠一－佐藤製薬株式会社代表取締役社長
- 村田純一－村田機械株式会社代表取締役会長
- 清水陶治-東宝不動産株式会社代表取締役元会長